# حربوب الاسفل (يافع)

تعديل مصدري - تعديل

حربوب الاسفل هي إحدى قرى عزلة لبعوس بمديرية يافع التابعة لمحافظة لحج، بلغ تعداد سكانها 62 نسمة حسب تعداد اليمن لعام 2004.